# Doctor Manuel Belgrano megye
Doctor Manuel Belgrano egy megye Argentínában, Jujuy tartományban. A megye székhelye San Salvador de Jujuy.

## Települések
Önkormányzatok és települések (Municipios)
| - San Salvador de Jujuy (Municipio) | - Yala (Comisión Municipal) |

Vidéki központok ( centros rurales de población)
| - Alto Comedero - Villa Jardin de Reyes - San Pablo de Reyes - Los Nogales - Lozano (Ap. Chañi) | - Leon - Guerrero - Ocloyas - La Almona - Tilquiza | - La Cuesta - Tiraxi - Corral de Piedra - Jaire |